# Роберт Ферт
Роберт Ферт (англ. Robert Edwin Firth); нар. 20 лютого, 1887, Шелдон, Бірмінгем, Велика Британія. смерть 1966.
 Англійський футболіст, який грав на позиції правого  Вінгера. І виступав за клуби Бірмінгем, Веллінгтон Таун, Ноттінгем Форест, Порт Вейл і Саутенд Юнайтед. Він забив 22 голи в 242 матчах у футбольній лізі. Пізніше він тренував команди іспанської Ла Ліги Расінг де Сантандер і Реал Мадрид, привівши Сантандер до другого місця в 1930–1931 роках, а Реал Мадрид — до двох титулів Чемпіонату Регіонального центру і до першого місця в Ла Лізі в 1932–1933 роках. і друге місце в 1933–1934 роках.